# Боярских, Евгений Васильевич
Евгений Васильевич Боярских (22 июня 1989, Заводоуковск, Тюменская область) — российский биатлонист, участник Кубка IBU, неоднократный чемпион и призёр чемпионатов России, обладатель Кубка России. Мастер спорта России.

## Биография
Начал заниматься лыжными гонками в Заводоуковске, первый тренер — Владимир Яковлевич Пропп. В 2007 году перебрался в Ханты-Мансийск, занимался биатлоном на молодёжном уровне у тренеров Ивана Владимировича Воржева и Эдуарда Михайловича Воробьёва, позднее — в Центре спортивной подготовки у С. А. Алтухова и В. П. Захарова. Выступает за Ханты-Мансийский автономный округ.
На юниорском уровне в крупных международных соревнованиях не участвовал.
Неоднократный чемпион и призёр чемпионатов России по биатлону. Выигрывал золотые медали в 2011 году в гонке патрулей, в 2014 году в гонке преследования и командной гонке, в 2015 и 2016 годах — в эстафете, в 2016 году — в масс-старте. Завоевал более 10 медалей чемпионатов России. В сезоне 2013/14 стал победителем общего зачёта Кубка России. Также становился чемпионом страны по летнему биатлону в эстафете (2011 и 2015).
Призывался во вторую сборную России и участвовал в гонках Кубка IBU в сезонах 2011/12 и 2014/15, но не закрепился в составе команды. Всего провёл четыре личные гонки, лучший результат — 15-е место в гонке преследования на этапе в От-Морьенне в сезоне 2011/12, также один раз принял участие в эстафете, где сборная России финишировала четвёртой.

## Семья
С 26.04.13г. женат на Кристине Боярских (Соклаковой). 
21.05.15г. у Евгения и Кристины родилась дочь Елизавета. 
Брат-близнец Михаил также профессионально занимается биатлоном и выступает за Ханты-Мансийский автономный округ.